# Angeot
Angeot est une commune française située dans le département du Territoire de Belfort, en Franche-Comté, dans la région administrative Bourgogne-Franche-Comté.
Ses habitants sont appelés les Angelois.

## Géographie

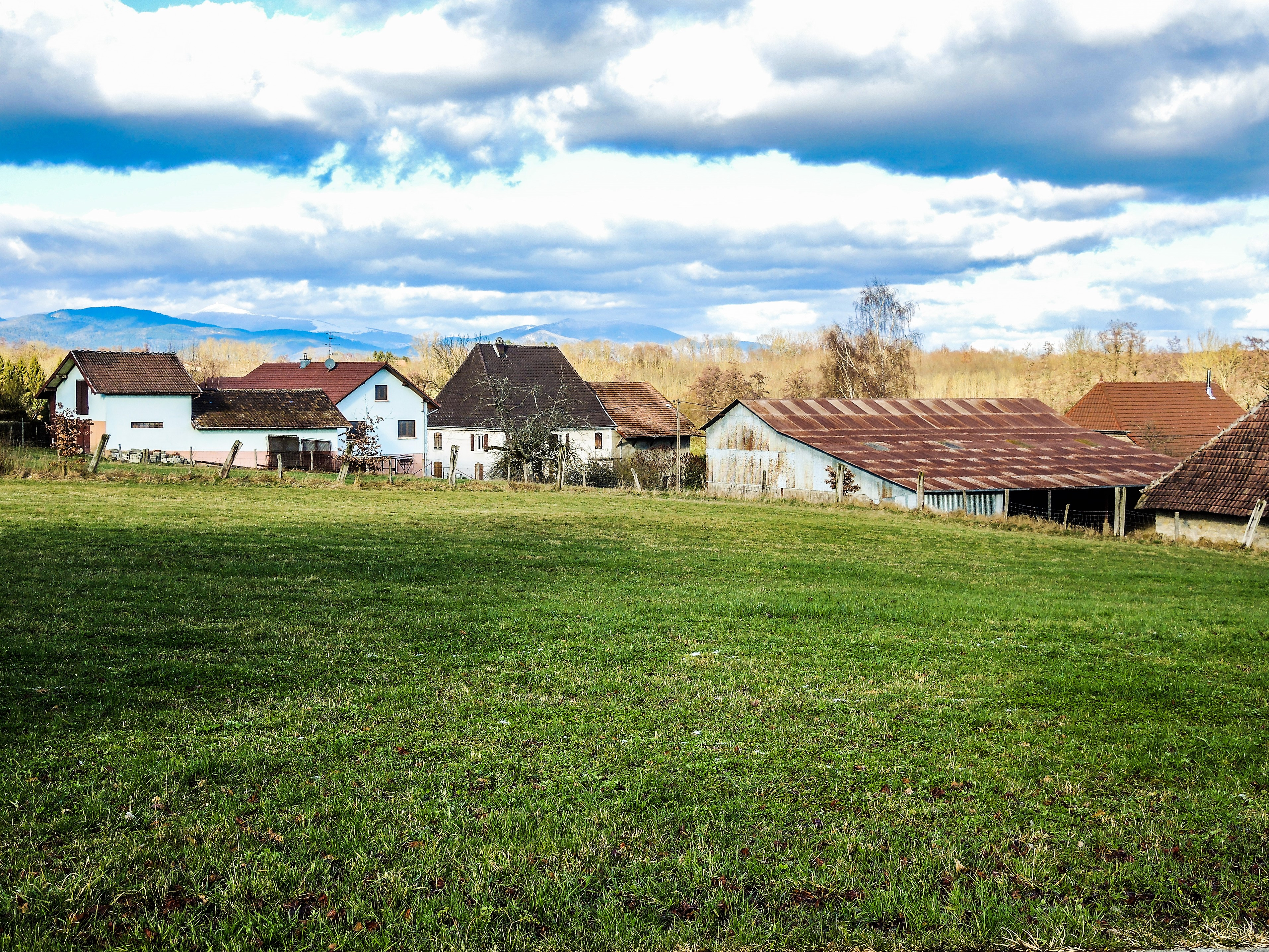
Angeot, vue de l'église.

Angeot est située en Franche-Comté, à côté de la frontière entre le Territoire de Belfort et le Haut-Rhin.
Sur les 656 hectares de la commune, 170 sont forestiers. 

### Climat
Pour des articles plus généraux, voir Climat de la Bourgogne-Franche-Comté et Climat du Territoire de Belfort.
En 2010, le climat de la commune est de type climat des marges montargnardes, selon une étude du Centre national de la recherche scientifique s'appuyant sur une série de données couvrant la période 1971-2000. En 2020, Météo-France publie une typologie des climats de la France métropolitaine dans laquelle la commune est exposée à un climat semi-continental et est dans la région climatique Vosges, caractérisée par une pluviométrie très élevée (1 500 à 2 000 mm/an) en toutes saisons et un hiver rude (moins de 1 °C).
Pour la période 1971-2000, la température annuelle moyenne est de 9,8 °C, avec une amplitude thermique annuelle de 17,4 °C. Le cumul annuel moyen de précipitations est de 1 088 mm, avec 11,5 jours de précipitations en janvier et 10 jours en juillet. Pour la période 1991-2020, la température moyenne annuelle observée sur la station météorologique de Météo-France la plus proche, « Felon_sapc », sur la commune de Felon à 3 km à vol d'oiseau, est de 10,3 °C et le cumul annuel moyen de précipitations est de 1 056,1 mm. 
La température maximale relevée sur cette station est de 38 °C, atteinte le 7 août 2015 ; la température minimale est de −19,3 °C, atteinte le 20 décembre 2009,,.
Les paramètres climatiques de la commune ont été estimés pour le milieu du siècle (2041-2070) selon différents scénarios d'émission de gaz à effet de serre à partir des nouvelles projections climatiques de référence DRIAS-2020. Ils sont consultables sur un site dédié publié par Météo-France en novembre 2022.

## Urbanisme

### Typologie
Au 1er janvier 2024, Angeot est catégorisée commune rurale à habitat dispersé, selon la nouvelle grille communale de densité à sept niveaux définie par l'Insee en 2022.
Elle est située hors unité urbaine. Par ailleurs la commune fait partie de l'aire d'attraction de Belfort, dont elle est une commune de la couronne,. Cette aire, qui regroupe 91 communes, est catégorisée dans les aires de 50 000 à moins de 200 000 habitants,.

### Occupation des sols
L'occupation des sols de la commune, telle qu'elle ressort de la base de données européenne d’occupation biophysique des sols Corine Land Cover (CLC), est marquée par l'importance des territoires agricoles (59,2 % en 2018), une proportion sensiblement équivalente à celle de 1990 (59,9 %). La répartition détaillée en 2018 est la suivante : 
terres arables (46 %), forêts (35,5 %), prairies (12,7 %), zones urbanisées (5,3 %), zones agricoles hétérogènes (0,5 %). L'évolution de l’occupation des sols de la commune et de ses infrastructures peut être observée sur les différentes représentations cartographiques du territoire : la carte de Cassini (XVIIIe siècle), la carte d'état-major (1820-1866) et les cartes ou photos aériennes de l'IGN pour la période actuelle (1950 à aujourd'hui).

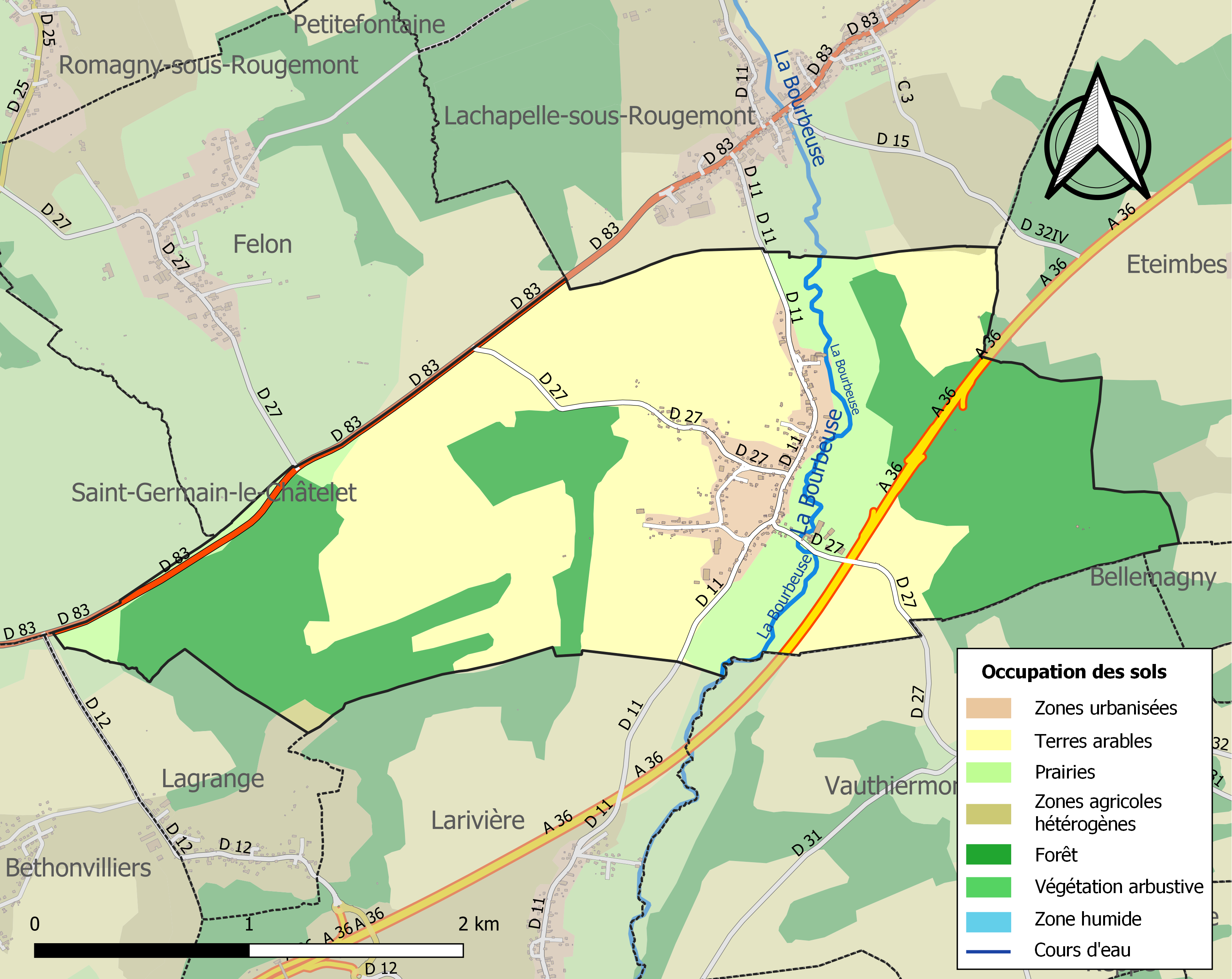
Carte des infrastructures et de l'occupation des sols de la commune en 2018 (CLC).

## Toponymie
- En allemand : Engelsod et Ingelsod[13].
- Angeth (1234), Ingelsotz (1350), Engelsoot (1576), Ingelsoth (1579), Ingelsod (1581), Ingolsat (1644).

## Histoire
Le nom du village vient peut-être de l'Aine, ancien nom de la Saint-Nicolas, le cours d'eau qui arrose le village; bien qu'avant le XIIe siècle. Au XIIIe siècle, Angeot possède un château que les comtes de Ferrette donnent en fief à une famille qui en prend le nom. Le château appartient à ces derniers jusqu'en 1430, époque à laquelle une famille de Soultz l'obtient en gage.
En 1538, le chancelier de l'abbaye de Murbach achète le château, qui reste dans la mouvance des comtes de Ferrette. Durant la période pendant laquelle Angeot faisait partie des possessions des Habsbourgs, Angeot portait le nom allemand d'Ingelsod. Angeot fit partie du département du Haut-Rhin jusqu'en 1871. Ultime concession arrachée à Bismarck, Angeot (ainsi que les communes orientales du Territoire-de-Belfort) resta rattachée à la France, en échange de certaines communes minières lorraines. Le château a été détruit lors des invasions suédoises de 1635. Des ruines des fondations peuvent être aperçues dans les champs derrière la cure, bâtiment se trouvant derrière l'église actuelle.
Au XIVe siècle, la paroisse d'Angeot est très étendue puisqu'elle regroupe les localités de Bretten, Eteimbes, Felon, Lagrange, Leval, Petitefontaine, Reppe, Romagny-sous-Rougemont et Rougemont-le-Château. En 1782, date à laquelle la paroisse est détachée du diocèse de Bâle pour rejoindre celui de Besançon, elle ne comprend plus que le village d'Angeot et celui de Petitefontaine.
Le 14 avril 1725, Angeot a été l'épicentre d'un tremblement de terre dont l'intensité épicentrale avait atteint la magnitude 5 .

## Héraldique
| Armes de Angeot | Les armes peuvent se blasonner ainsi : d'argent à deux lions affrontés de sable. |

 Ce blason peut se trouver dans la salle communale (salle Camille).

## Politique et administration

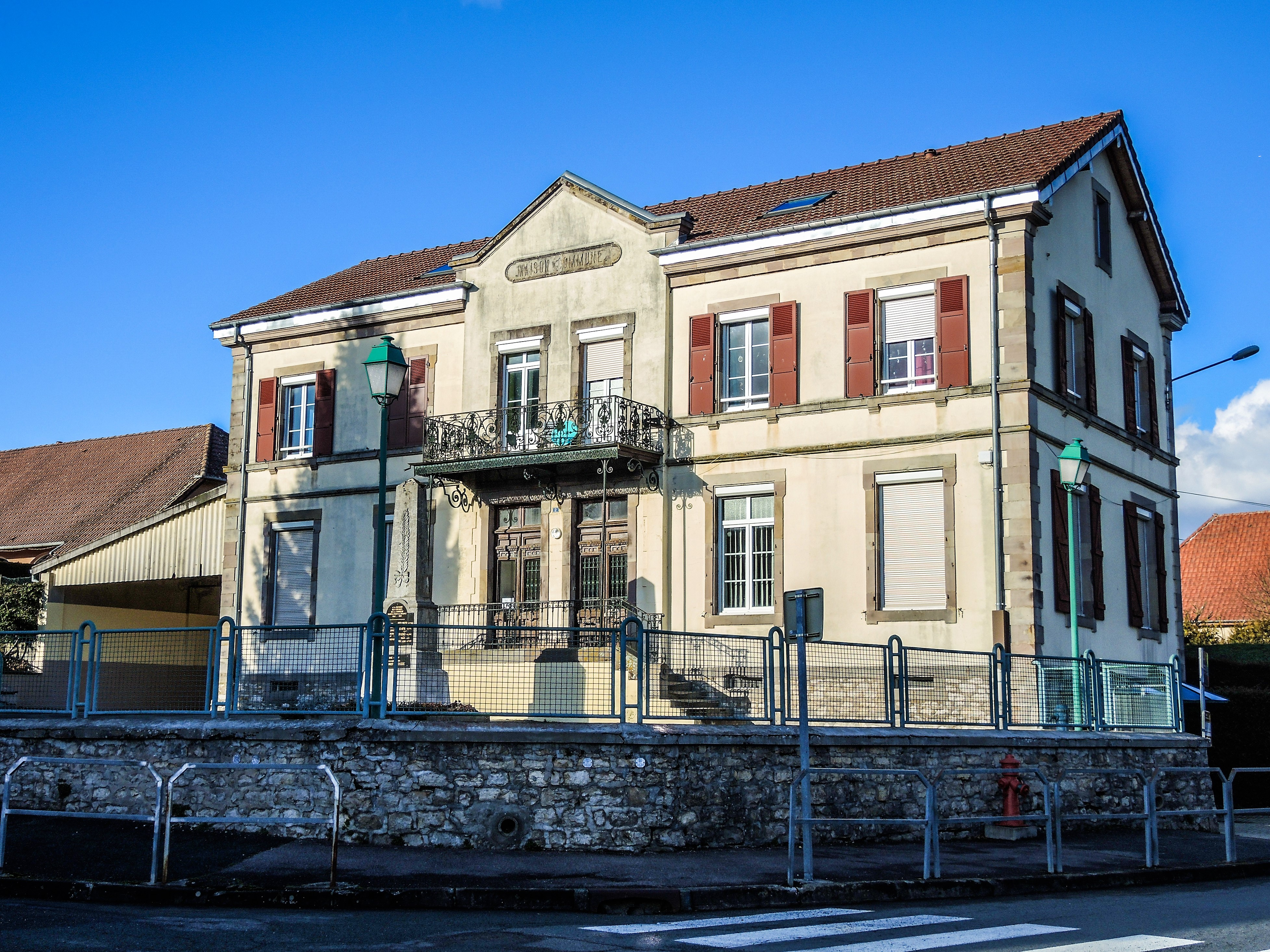
La mairie-école.

| Période                                  | Période   | Identité       | Étiquette | Qualité               |
| ---------------------------------------- | --------- | -------------- | --------- | --------------------- |
| Les données manquantes sont à compléter. |           |                |           |                       |
| avant 1981                               | ?         | Camille Petard | PS        |                       |
| mars 2001                                | mars 2008 | Marc Bossert   | PS        |                       |
| mars 2008                                | En cours  | Michel Nardin  | PS        | Professeur de faculté |

## Population et société

### Démographie
L'évolution du nombre d'habitants est connue à travers les recensements de la population effectués dans la commune depuis 1793. Pour les communes de moins de 10 000 habitants, une enquête de recensement portant sur toute la population est réalisée tous les cinq ans, les populations de référence des années intermédiaires étant quant à elles estimées par interpolation ou extrapolation. Pour la commune, le premier recensement exhaustif entrant dans le cadre du nouveau dispositif a été réalisé en 2006.

En 2022, la commune comptait 353 habitants, en évolution de +2,92 % par rapport à 2016 (Territoire de Belfort : −2,78 %, France hors Mayotte : +2,11 %).
| 1793 | 1800 | 1806 | 1821 | 1831 | 1836 | 1841 | 1846 | 1851 |
| ---- | ---- | ---- | ---- | ---- | ---- | ---- | ---- | ---- |
| 377  | 376  | 455  | 495  | 462  | 470  | 458  | 453  | 415  |

| 1856 | 1861 | 1866 | 1872 | 1876 | 1881 | 1886 | 1891 | 1896 |
| ---- | ---- | ---- | ---- | ---- | ---- | ---- | ---- | ---- |
| 374  | 378  | 371  | 365  | 352  | 354  | 351  | 305  | 296  |

| 1901 | 1906 | 1911 | 1921 | 1926 | 1931 | 1936 | 1946 | 1954 |
| ---- | ---- | ---- | ---- | ---- | ---- | ---- | ---- | ---- |
| 266  | 265  | 257  | 187  | 212  | 214  | 197  | 174  | 206  |

| 1962 | 1968 | 1975 | 1982 | 1990 | 1999 | 2006 | 2011 | 2016 |
| ---- | ---- | ---- | ---- | ---- | ---- | ---- | ---- | ---- |
| 192  | 181  | 168  | 208  | 243  | 280  | 295  | 323  | 343  |

| 2021 | 2022 | - | - | - | - | - | - | - |
| ---- | ---- | - | - | - | - | - | - | - |
| 354  | 353  | - | - | - | - | - | - | - |

### Enseignement
L'école d'Angeot, située à côté de la mairie, accueille actuellement des CM1 et des CM2.

### Activités

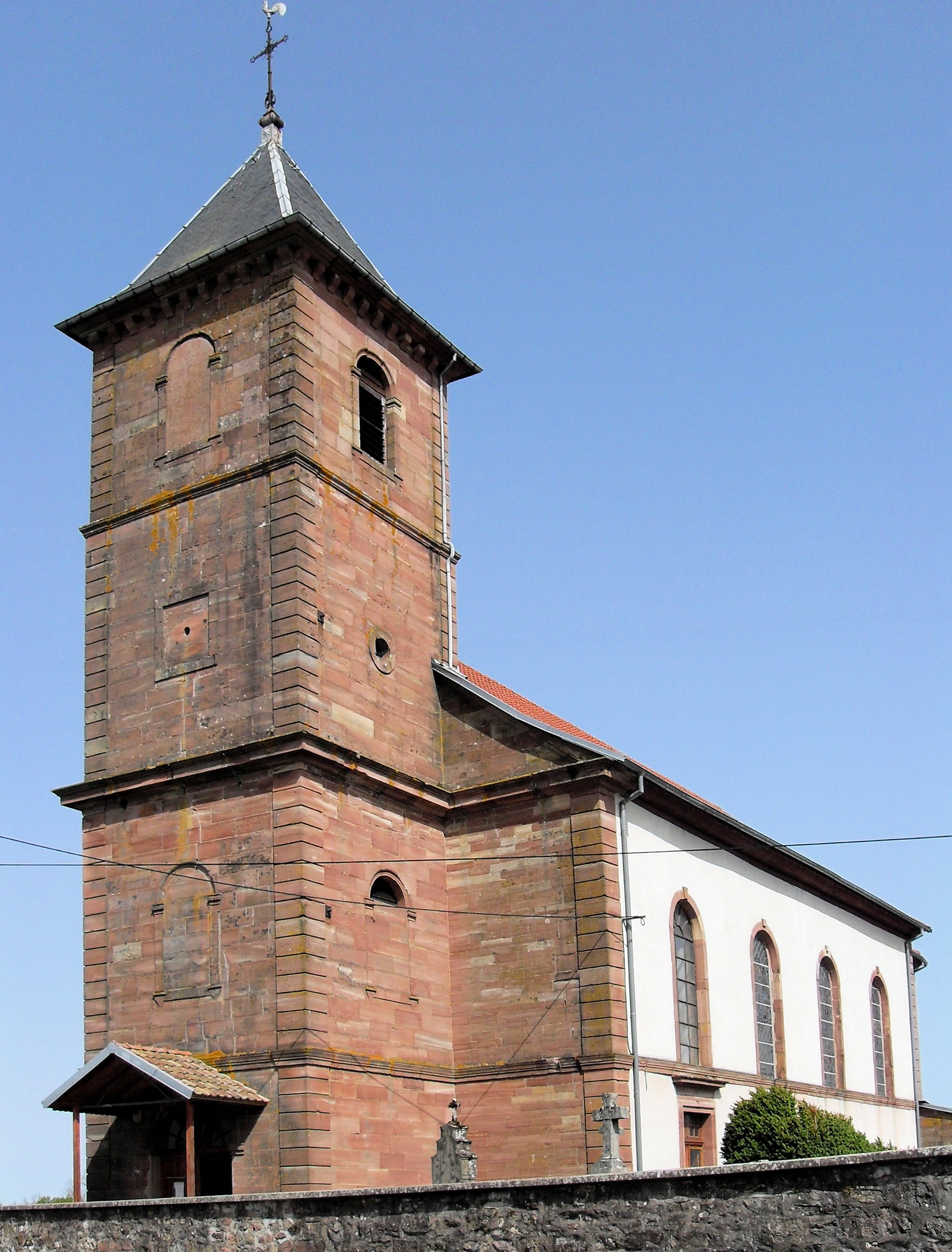
L'église Saint-Sébastien.

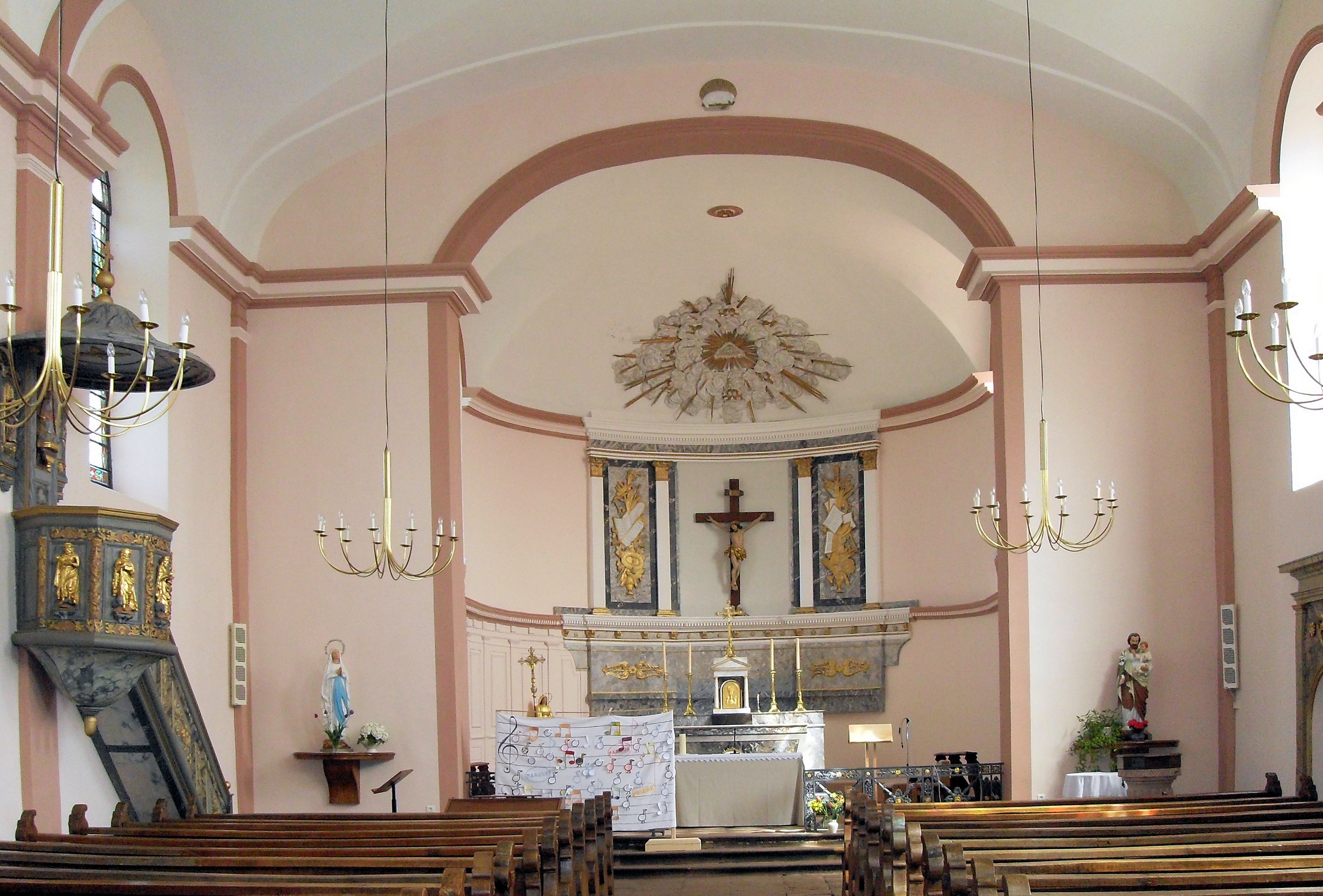
L'intérieur de l'église.

Angeot est le lieu de plusieurs activités comme :
- la marche d'Angeot, sous le couvert de l'association « Les Marcheurs d'Angeot », qui rassemble chaque année plus de 1 000 participants ;
- du théâtre, l'association « Les Prés Jolis », qui fait jouer non seulement des adolescents et des adultes mais aussi des enfants, donne quatre représentations par an, dans la salle communale du village, la salle Camille ;
- des cours de gymnastique, à la salle Camille, organisés depuis la rentrée scolaire 2010 ;
- le 1er vide-grenier qui a eu lieu en septembre 2010.

### Patrimoine et curiosités
- Tombe gravée : L'orientation d'une pierre tombale est opposée à celle des autres tombes du cimetière. Des têtes de mort y sont gravées. Aucune date n'y figure mais elle pourrait dater d'avant 1800. Selon la légende, un curé serait enterré à cet endroit car il n'aurait pas respecté sa religion.
- Église Saint-Sébastien : 1843-1862. Angeot possédait déjà une église en 1234. L'église d'Angeot remonte au haut Moyen Âge, donc a fortiori le village. Une nouvelle église est édifiée entre 1840 et 1843. Le clocher est entièrement refait à partir de 1862.
- Enseigne : Cette enseigne d'une ancienne auberge de 1850 rappelle le nom de l'établissement, l'Auberge du Cerf. Le café Pétard, qui faisait restaurant à l'occasion est fermé depuis 1995.
- Tunnel : On raconte que, durant la période de guerre, un tunnel aurait été creusé jusqu'à l'église pour amener les corps depuis la rivière qui passe en contrebas.
- Les chemins de Saint-Jacques : un des itinéraires des chemins de Saint Jacques de Compostelle passe par Angeot.

## Pour approfondir